# Comuna Adășeni, Botoșani
Adășeni este o comună în județul Botoșani, Moldova, România, formată din satele Adășeni (reședința) și Zoițani.

## Demografie
Componența etnică a comunei Adășeni
     Români (94,05%)
     Alte etnii (0,15%)
     Necunoscută (5,8%)
Componența confesională a comunei Adășeni
     Ortodocși (93,98%)
     Alte religii (0,08%)
     Necunoscută (5,95%)
Conform recensământului efectuat în 2021, populația comunei Adășeni se ridică la 1.328 de locuitori, în scădere față de recensământul anterior din 2011, când fuseseră înregistrați 1.388 de locuitori. Majoritatea locuitorilor sunt români (94,05%), iar pentru 5,8% nu se cunoaște apartenența etnică. Din punct de vedere confesional, majoritatea locuitorilor sunt ortodocși (93,98%), iar pentru 5,95% nu se cunoaște apartenența confesională.

## Politică și administrație
Comuna Adășeni este administrată de un primar și un consiliu local compus din 11 consilieri. Primarul, Dumitru Drăsleucă[*], de la Alianța pentru Unirea Românilor, este în funcție din 1 noiembrie 2024. Începând cu alegerile locale din 2024, consiliul local are următoarea componență pe partide politice:
|  | Partid                          | Consilieri | Componența Consiliului | Componența Consiliului | Componența Consiliului | Componența Consiliului | Componența Consiliului | Componența Consiliului |
|  | ------------------------------- | ---------- | ---------------------- | ---------------------- | ---------------------- | ---------------------- | ---------------------- | ---------------------- |
|  | Alianța pentru Unirea Românilor | 6          |                        |                        |                        |                        |                        |                        |
|  | Partidul Social Democrat        | 3          |                        |                        |                        |                        |                        |                        |
|  | Partidul Național Liberal       | 2          |                        |                        |                        |                        |                        |                        |